# Lithosia horishanella
Lithosia horishanella är en fjärilsart som beskrevs av Matsumura 1927. Lithosia horishanella ingår i släktet Lithosia och familjen björnspinnare. Inga underarter finns listade i Catalogue of Life.